# Tranvia a cremagliera di Stoccarda
La Tranvia a cremagliera di Stoccarda (in tedesco Zahnradbahn Stuttgart) è una tranvia a cremagliera a Stoccarda che collega Marienplatz alla stazione di Degerloch superando un dislivello di circa 210 metri.
Essa è una nota attrazione turistica ed è anche in grado di trasportare biciclette. Può essere utilizzata con i biglietti Stadtbahn e S-Bahn essendo parte del trasporto pubblico. Inoltre è una delle poche ferrovie a cremagliera in servizio in Germania.